# Langston Hughes
Langston Hughes (1 tháng 2 năm 1901 – 22 tháng 5 năm 1967) là một nhà thơ, nhà văn, nhà viết kịch Mỹ.

## Tiểu sử
Langston Hughes sinh ở Joplin, Missouri; là con trai của Carrie Langston Hughes và James Nathaniel Hughes. Sau khi học xong bậc trung học Langston Hughes làm giáo viên dạy tiếng Anh ở México và có một thời gian sống ở châu Âu. Năm 1924 nhà thơ Vachel Lindsay phát hiện ra nhà thơ tương lai Langston Hughes, động viên và giúp Hughes in tập thơ đầu tiên Weary Blues (Những khúc Blues buồn, 1926). Khi đã bắt đầu nổi tiếng Hughes mới vào học Đại học Lincoln và tốt nghiệp năm 1929. Năm 1943 nhận bằng tiến sĩ Văn chương của Đại học Lincoln, năm 1963 nhận bằng tiến sĩ Văn chương thứ hai của Đại học Howard. Năm 1932 đi sang Liên Xô, sau đó sang Trung Quốc, Nhật Bản. Năm 1937 sang Tây Ban Nha và trở về Mỹ.
Langston Hughes là tác giả của 16 tập thơ, nhiều tiểu thuyết, truyện ngắn, kịch và truyện viết cho thiếu nhi. Đáng kể nhất có thể kể đến các tập thơ: Shakespeare in Harlem (Shakespeare ở Harlem, 1942), One Way Ticket (Vé một chiều, 1949), Montage of a Dream Deferred (Dựng lại giấc mơ bị hoãn, 1951), The Panther and the Lash (Con báo và cái roi, 1967); các vở kịch: Mulatto (Người da ngăm, 1935), Black Nativity (Giáng sinh đen, 1961); các tập truyện: Laughing to Keep From Crying (Cười để khỏi khóc, 1952), The Big Sea (Biển lớn, 1940); tiểu thuyết: Not Without Laughter (Cười qua nước mắt, 1930)... Một đặc điểm của thơ Langston Hughes là sự kết hợp nhiều thể loại và sử dụng những bài hát dân gian của người da đen.

## Tác phẩm
Thơ

Bìa cuốn Những khúc Blues buồn

Langston Hughes ở Đại học Yale

Langston Hughes với bạn bè

- The Weary Blues. Knopf, (Những khúc Blues buồn, 1926)
- Fine Clothes to the Jew. Knopf, (1927)
- The Negro Mother and Other Dramatic Recitations, (1931)
- Dear Lovely Death, (1931)
- The Dream Keeper and Other Poems. Knopf, (1932)
- Scottsboro Limited: Four Poems and a Play. N.Y.: Golden Stair Press, (1932)
- Shakespeare in Harlem. Knopf, (Shakespear ở Harlem,1942)
- Freedom's Plow. (1943)
- Fields of Wonder. Knopf,(1947)
- One-Way Ticket. (Vé một chiều, 1949)
- Montage of a Dream Deferred. Holt, (Dựng lại giấc mơ bị hoãn,1951)
- Selected Poems of Langston Hughes. (1958)
- Ask Your Mama: 12 Moods for Jazz. Hill & Wang, (1961)
- The Panther and the Lash: Poems of Our Times, (Con báo và cái roi, 1967)
- The Collected Poems of Langston Hughes. Knopf, (1994)
- Let America Be America Again (2005)

Văn xuôi
- Not Without Laughter. Knopf, (Cười qua nước mắt, 1930) tiểu thuyết
- The Ways of White Folks. Knopf, 1934
- Simple Speaks His Mind. ]1950
- Laughing to Keep from Crying, Holt, (Cười để khỏi khóc, 1952) tập truyện
- Simple Takes a Wife. 1953
- Sweet Flypaper of Life, photographs by Roy DeCarava. 1955
- Simple Stakes a Claim. 1957
- Tambourines to Glory (sách), 1958
- The Best of Simple. 1961
- Simple's Uncle Sam. 1965
- Something in Common and Other Stories. Hill & Wang, 1963
- Short Stories of Langston Hughes. Hill & Wang, 1996
- The Big Sea. New York: Knopf, (Biển lớn, 1940)
- Famous American Negroes. 1954
- Marian Anderson: Famous Concert Singer. 1954
- I Wonder as I Wander. New York: Rinehart & Co., (Tôi thơ thẩn và tôi ngạc nhiên, 1956) tập truyện
- A Pictorial History of the Negro in America, with Milton Meltzer. 1956
- Famous Negro Heroes of America. 1958
- Fight for Freedom: The Story of the NAACP. 1962

Kịch
- Mule Bone, with Zora Neale Hurston. (1931)
- Mulatto. (Người da ngăm,1935) (renamed The Barrier, an opera, in 1950)
- Troubled Island, with William Grant Still. 1936
- Little Ham. 1936
- Emperor of Haiti. 1936
- Don't You Want to be Free? 1938
- Street Scene, contributed lyrics. 1947
- Tambourines to glory. 1956
- Simply Heavenly. 1957
- Black Nativity. (Giáng sinh đen, 1961)
- Five Plays by Langston Hughes. Bloomington: Đại học Indiana Press, 1963.
- Jericho-Jim Crow. 1964

Truyện thiếu nhi
- Popo and Fifina, with Arna Bontemps. 1932
- The First Book of the Negroes. 1952
- The First Book of Jazz. 1954
- The First Book of Rhythms. 1954
- The First Book of the West Indies. (Cuốn sách đầu tiên của Đông Ấn, 1956)
- First Book of Africa. (Cuốn sách đầu tiên của châu Phi, 1964)